# 比利亚雷霍-德萨尔瓦内斯
比利亚雷霍-德萨尔瓦内斯，是西班牙马德里自治区的一个市镇。总面积119平方公里，总人口5778人（2001年），人口密度49人/平方公里。